# Арапов, Дмитрий Алексеевич
Дми́трий Алексе́евич Ара́пов (1897—1984) — советский хирург, член-корреспондент Академии медицинских наук СССР (1953), генерал-лейтенант медицинской службы (27.04.1962). Доктор медицинских наук (1949). Герой Социалистического Труда (1977).

## Биография
Родился 25 октября (6 ноября) 1897 года в семье служащего в Москве. Окончил 10-ю Московскую гимназию в 1916 году, в том же году поступил на медицинский факультет Московского университета. С этого же года он работал братом милосердия в одном из московских военных госпиталей. Для борьбы с эпидемией тифа в 1919—1920 годах был отправлен в качестве фельдшера в больницу при фабрике Рабенека в посёлке Болшево (Московская губерния).
В 1920 году призван на службу в РККА. Был зачислен в состав 22-го полевого госпиталя 4-й армии, в составе которого участвовал в Гражданской войне в России на Туркестанском фронте. В 1921 году был откомандирован в Петроград для дополнительного обучения.
В 1921—1922 годах Арапов учился на медицинском факультете Петроградского университета. После закрытия факультета в 1922 году переведён в Москву, где до 1925 года учился на медицинском факультете Второго Московского государственного университета. Во время учебы работал фельдшером, а после окончания университета — ординатором хирургического отделения больницы при заводе «Красный Богатырь» и при кафедре оперативной хирургии 2-го МГУ.
С декабря 1929 года Арапов работал в НИИСП имени Н. В. Склифосовского. Там он работал в неотложной помощи. В следующем году стал ординатором хирургического отделения, а вскоре и заведующим операционного корпуса. В 1931—1941 годах совмещал ещё должность хирурга-консультанта в Институте экспериментальной эндокринологии. В 1935 году Арапов под руководством С. С. Юдина работал в качестве ассистента кафедры хирургии Центрального института усовершенствования врачей. Кандидат медицинских наук (1936).
Вновь был направлен на фронт в период советско-финской войны (1939—1940), где выполнял обязанности старшего хирурга полевого подвижного госпиталя первой линии на Кольском полуострове.
Сразу после начала Великой Отечественной войны в июне 1941 года был призван в Красную Армию в воинском звании бригадного врача и назначен флагманским хирургом (руководителем хирургической службы) Северного флота. Работал в главном военно-морском госпитале флота № 74 в Мурманске. Сформировал на Северном флоте эффективную систему оказания медицинской помощи начиная от отдельных кораблей и до главного флотского госпиталя. На основе полученного на фронте опыта написал в 1942 году книгу «Газовая гангрена», срочно отпечатанную и разосланную во все госпитали действующей армии как учебное пособие.
С августа 1945 года служил начальником медицинского отделения и хирургом-консультантом Центрального Московского военно-морского госпиталя. С марта 1946 года — начальник медицинского отделения и хирург-консультант 50-го военно-морского госпиталя. С июля 1950 года — главный хирург ВМФ СССР, с мая 1953 года был заместителем главного хирурга Военно-медицинского управления Министерства обороны СССР, а с мая 1955 года — вновь главным хирургом ВМФ СССР вплоть до выхода в отставку в октябре 1968 года. В последующие годы трудился в НИИСП имени Н. В. Склифосовского до последних дней жизни.
Генерал-майор медицинской службы (27.01.1951), генерал-лейтенант медицинской службы (27.04.1962).
В 1943 году защитил докторскую диссертацию, но степень доктора медицинских наук получил только в 1949 году.
Д. А. Арапов — автор около 200 научных работ, в том числе 7 монографий. Работа «Газовая инфекция» (1940) была удостоена премии имени Н. И. Пирогова (1972).
Руководитель 11 докторских и 26 кандидатских диссертаций. Член правления Всесоюзного общества хирургов, почётный член Московского и других хирургических обществ.. Член-корреспондент АМН СССР (1953).
Скончался 14 июня 1984 года на 87-м году жизни. Похоронен в Москве на Кунцевском кладбище.

## Память
- На здании 126-го военно-морского госпиталя в г. Полярном Арапову Д. А. установлена мемориальная доска (2005).[4][6]
- Бронзовый барельеф с изображением Д. А. Арапова на стеле «Город воинской славы» в Полярном, сооружённой в 2010 году.
- 126-й военно-морской госпиталь в настоящее время носит имя Д. А. Арапова.[7]

## Награды
- Герой Социалистического Труда (5 декабря 1977 года)
- два ордена Ленина (17.10.1973, 5.12.1977)
- орден Красного Знамени (5.11.1944)
- орден Отечественной войны I степени (24.7.1943)
- два ордена Трудового Красного Знамени (30.07.1952, 22.02.1968)
- орден Красной Звезды (25.4.1942)
- орден «Знак Почёта» (11.02.1961)
- медаль «За боевые заслуги» (15.11.1950)
- медаль «За оборону Советского Заполярья» (1945)
- медали СССР
- Сталинская премия второй степени (1949) — за разработку и внедрение в лечебную практику нового вида сыворотки
- заслуженный деятель науки РСФСР (1959).
- премия имени Н. И. Пирогова АМН СССР (1975) — за монографию «Анаэробная газовая инфекция» (1972)
- именное оружие Главнокомандующего ВМФ (1957, 1967)
- Почётная грамота Моссовета (1972)

## Основные труды
- «Газовая инфекция» (1940)
- «Газовая гангрена» (1942, переиздавалась в 1950 и 1972 г.)
- «Ингаляционный наркоз» (1949)
- «Раневая анаэробная инфекция» (1950)
- «Видовонеспецифическая сыворотка» (1950)
- «Лечебная сыворотка Н.Г. Беленького в клинической практике» (1957, совместно с К.С. Симоняном)
- «Трахеостомия как лечебный метод при неотложных состояниях» (1964, совместно с Ю.В. Исаковым)
- «Трахеостомия в клинике» (1969)
- «Анаэробная газовая инфекция» (1972)
- «Трахеостомия в современной клинике» (1974)
- «Кишечная непроходимость»
- «Острый аппендицит»
- «Ранение сердца»
- «Создание искусственного пищевода»